# Kriogeniczny detektor cząstek
Kriogeniczne detektory cząstek – detektor cząstek, którego cechą charakterystyczną jest to, że pracuje w bardzo niskiej temperaturze, zazwyczaj kilku kelwinów powyżej temperatury zera bezwzględnego.
Do detekcji w detektorach kriogenicznych wykorzystuje się zarówno zjawiska występujące w szerokim zakresie temperatur, a obniżenie temperatury prowadzi do zwiększenia czułości pomiaru, oraz zjawiska występujące tylko w niskich temperaturach.